# Gliese 176 b
Gliese 176 b è un esopianeta classificato come super-Terra a circa 31 anni luce di distanza nella costellazione del Toro. Il pianeta orbita attorno alla nana rossa Gliese 176 (chiamato anche "HD 285968"), a 31 anni luce di distanza dalla Terra; la sua scoperta risale al 2007.
Il pianeta orbita all'interno della magnetosfera della sua stella e la temperatura di equilibrio termico è di 450 K. Solo la massa minima del pianeta è possibile stimare con certezza, a seconda dell'inclinazione orbitale rispetto alla visuale dalla Terra infatti questa potrebbe essere maggiore, come ad esempio quella di Gliese 436 b, e potrebbe avere come esso un inviluppo di gas attorno ad un nucleo roccioso.